# Provinz Huaral
Die Provinz Huaral ist eine von neun Provinzen der Region Lima an der pazifischen Küste von Peru. Die Provinz Huaral hat eine Fläche von 3655,7 km². Die Einwohnerzahl betrug im Jahr 2017 183.989. Im Jahr 2007 lag diese noch bei 164.660. Sitz der Verwaltung ist die Stadt Huaral.

## Geographische Lage
Die Provinz Huaral liegt nordnordwestlich der Landeshauptstadt Lima. Sie erstreckt sich über das Einzugsgebiet des Río Chancay und reicht von der Pazifikküste im Westen bis zur Wasserscheide, die entlang der peruanischen Westkordillere verläuft, im Osten. Des Weiteren reicht die Provinz im Norden bis zum Flusstal des Río Chica, einem linken Nebenfluss des Río Huaura. Die Provinz Huaral grenzt im Norden an die Provinz Huaura, im Osten an die Provinzen Pasco und Yauli sowie im Süden an die Provinzen Lima und Canta.

## Verwaltungsgliederung
Die Provinz Huaral besteht aus den folgenden 12 Distrikten (Distritos). Der Distrikt Huaral ist Sitz der Provinzverwaltung.
| Distrikt                 | Verwaltungssitz           |
| ------------------------ | ------------------------- |
| Atavillos Alto           | Pirca                     |
| Atavillos Bajo           | San Agustín de Huayopampa |
| Aucallama                | Aucallama                 |
| Chancay                  | Chancay                   |
| Huaral                   | Huaral                    |
| Ihuarí                   | Ihuarí                    |
| Lampián                  | Lampián                   |
| Pacaraos                 | Pacaraos                  |
| San Miguel de Acos       | Acos                      |
| Santa Cruz de Andamarca  | Santa Cruz de Andamarca   |
| Sumbilca                 | Sumbilca                  |
| Veintisiete de Noviembre | Carac                     |